# Theodor Valentin Volkmar
Theodor Valentin Volkmar (auch Volckmar und Volckmer) (* 23. November 1781 in Frankenberg (Eder); † 8. Februar 1847 in Marburg) war ein deutscher Jurist sowie Bürgermeister und der erste Oberbürgermeister der Stadt Marburg.

## Leben
Volkmar war zunächst Advokat in Frankenberg an der Eder. In der Zeit des Königreichs Westphalen war er Maire der Stadt und des Kantons Frankenberg; unmittelbar nach Ende des Königreichs 1813 amtierte er als provisorischer Bürgermeister der Stadt. Im wieder errichteten Kurfürstentum Hessen war Volkmar in Frankenberg, ab 1817 in Marburg als Regierungsprokurator bzw. als Obergerichtsanwalt tätig.
Von 1833 bis 1835 war Volkmar ehrenamtlicher Bürgermeister und damit Stadtoberhaupt Marburgs. Mit Inkrafttreten der Kurhessischen Gemeindeordnung von 1834 erhielt das Marburger Stadtoberhaupt den Titel Oberbürgermeister. Volkmar wurde 1835 als erster in dieses Amt gewählt und bekleidete es bis zum Jahr 1846.
Volkmar ist im Jahr 1812 in die Marburger Freimaurerloge Marc Aurel zum flammenden Stern aufgenommen worden. 1834 wurde er „für Verdienste um das Wohl der Stadt als Bürgermeister“ zum Ehrenbürger Marburgs ernannt.